# Глосар криптологије
Појмови везани за криптологију са списком личности
А · Б · В · Г · Д · Ђ · Е · Ж · З · И · Ј · К · Л · Љ · М · Н · Њ · О · П · Р · С · Т · Ћ · У · Ф · Х · Ц · Ч · Џ · Ш

## А
Стандард за напредно шифровање (енгл. Advanced Encription Standard), унапређен DES стандард, са променљивом дужином кључа и блока.
Алгоритам
Коначан низ прецизно дефинисаних корака у решавању неког проблема.
Алгоритам асиметричног кључа
Или криптографија са асиметричним кључем, где се користе посебни кључеви (јавни и тајни кључ) за шифровање и дешифровање.
Алгоритам симетричног кључа
Или криптографија са симетричним кључем, где се пошиљалац и прималац користе исти кључ за шифровање и дешифровање.
Алфабет
Скуп слова неког језика који служи као кључ. Обично слова абецеде или азбуке.
Аутокључ
Види: шифра са аутокључем.

## Б
Блок шифра
Шифровање се изводи на блоку података фиксне дужине. Користи се и израз енгл.  шифра, јер се начелно подаци прво шифрују, па затим шаљу.

## В
Величина кључа
Или дужина кључа, један од основних елемената снаге или слабости шифре.
Вижнерова таблица
Види: .
Вижнерова шифра
Врста полиалфабетске шифре, замена се врши са више алфабета.

## Г
Гронсфелдова шифра
Варијанта Вижнерове шифре, уместо алфабета користи 10 цифара. Била је популарна у Европи, иако је слабија од Вижнерове.

## Д
Декриптовање
Делатност криптоанализе, добијање отвореног текста кад кључ није познат. Врше је особе којима порука није намењена.
Стандард за шифровање података (енгл. Data Encryption Standard), раније најкоришћенији алгоритам симетричног кључа, замењен напреднијим AES стандардом.
Дешифровање
Поступак добијања отвореног текста из шифрата кад је познат кључ. Врши га особа којој је порука намењена.

## Е
Енигма
Немачка ротор машина за шифровање, коришћена пре и за време Другог светског рата.
Енкрипција
Други назив за шифровање.

## И
Индекс подударности
Или индекс коинциденције (енгл. index of coincidence), мера неравномерности фреквенције слова.

## Ј
Јавни кључ
Код алгоритма асиметричног кључа, кључ који се објављује и служи пошиљаоцу да шифрује поруку.
Једнократна бележница
Систем (енгл. one-time pad) код кога је испуњени услови да је кључ случајан, једнак дужини отвореног текста и да се не користи више од једном, представља непробојну шифру.

## К
Класична шифра
Обухвата шифре које су коришћене у прошлости, шифровање „са оловком и папиром“, просте шифре замене и померања.
Кључ
Независна вредност (бит, слово, алфабет) у шифарском алгоритму.
Код
Врста шифре, код које се замена врши на нивоу значења, речи и изрази се замењују другима, а врши се и сажимање. Због слабости је запостављен у модерној криптографији.
Криптоанализа
Област криптологије, наука која се бави декодирањем, разбијањем шифри и изучавањем криптографских метода противника.
Криптоаналитичар
Особа која се бави криптоанализом.
Криптографија
Део криптологије, наука о неразумљивом писању порука и њиховом читању када је познат примењени поступак.
Криптозаштита
Област криптологије чија је основна функција обезбеђење заштите тајности садржаја порука.
Криптолог
Особа која се бави криптологијом.
Криптологија
Наука која се бави изучавањем и дефинисањем метода за заштиту информација и проналажењем метода за декриптовање. Има две основне области, криптозаштиту и криптоанализу. Објекти изучавања су писане (криптографија), говорне (криптофонија), визуелне и друге поруке.

## Л
Лоренц SZ
Немачка машина за шифровање коришћена за време Другог светског рата у телепринтерском саобраћају. Користила је шифру тока.

## М
Модерна шифра
Модерни, напредни типови шифара, где се начелно користи снага рачунара (за генерисање кључева).
Моноалфабетска шифра
Шифра код које се као кључ користи само један алфабет.

## Н
Напад
Делатност криптоанализе у циљу откривања алгоритма шифре, кључа или отвореног текста.
Напад „грубом силом"
Напад код кога се истражују све могуће комбинације шифре, без употребе других метода криптоанализе.
Непробојна шифра
Шифра коју није могуће разбити (фр. le chiffre indéchiffrable).

## О
Отворени текст
Текст поруке на природном језику који треба да се пошаље.

## П
Понављајући кључ
Кључ који се понавља онолико пута, колико је потребно да одговара дужини отвореног текста.
Прислушкивач
Особа која пресреће поруке које јој нису намењене.

## Р
Разбијање шифре
Делатност криптоанализе у циљу проналажења алгоритма шифре, кључа и добијање отвореног текста.
Цезарова шифра са помаком 13, користи се на Интернету за сакривање спојлера.
Ротор машина
Електро-механички уређај са ротирајућим дисковима, служио је за брзо шифровање и дешифровање

## С
Слабост шифре
Особине шифре (статистичке, лингвистичке...) које криптолози користе при разбијању.
Снага шифре
Способност шифре да одоли нападима криптоанализе.

## Т
Вижнерова таблица, основна таблица за шифровање и дешифровање.
Тајни кључ
Код алгоритма асиметричног кључа, кључ којим прималац дешифрује поруку; тајан је за сваког, осим за примаоца.

## У
Узастопни кључ
Варијанта Вижнерове шифре (енгл. running key), кључ који има дужину отвореног текста.

## Ф
Фреквентна анализа
Анализа фреквенције слова неког језика, један од основних поступака у покушају разбијања шифре.

## Ц
Цезарова шифра
Једна од најпростијих и најраспрострањенијих шифара. Добила је име по Јулију Цезару. Не пружа никакву заштиту.

## Ш
Шифарски диск
Обично два прстена један унутар другог, покретан и непокретан, по чијим ободима су распоређени алфабети. Користи се уместо Вижнерове таблице за брзо шифровање и дешифровање.
Шифра
Криптографски алгоритам, скуп мера и поступака за шифровање и дешифровање.
Шифра замене
Шифра код које се слово отвореног текста замењује другим словом у шифрату.
Шифра полиалфабетске замене
Шифра код које се за сваки следећи елемент (слово, реч) мења алфабет замене.
Шифра померања
Шифра код које се слова отвореног текста померају у шифрату.
Шифра са аутокључем
Варијанта Вижнерове шифре, код које иза кључне речи следи поновљен отворени текст (померен за дужину кључне речи).
Шифрат
Производ шифровања, шифровани текст.
Шифра тока
Или шифра низа (енгл. stream cipher), којом се шифрује континуални низ података. Користи се и израз енгл.  шифра, кад се подаци шифрују „у ходу“, у току слања.
Шифровани текст
Сакривена, тајна порука која је резултат извршеног шифровања, шифрат.
Шифровање
Процес маскирања поруке ради њене заштите од прислушкивања.
А · Б · В · Г · Д · Ђ · Е · Ж · З · И · Ј · К · Л · Љ · М · Н · Њ · О · П · Р · С · Т · Ћ · У · Ф · Х · Ц · Ч · Џ · Ш

## Списак личности
- Алберти, Леон Батиста

Италијански сликар, песник, музичар, архитект, лингвист, филозоф и криптограф, направио је прву полиалфабетску шифру.
- Ал-Кади, Ибрахим

Саудијскоарабијски инжењер, познат по радовима из историје криптологије (по њему, открића арапских криптографа датирају око 300 година пре европских).
- Бебиџ, Чарлс

Енглески научник, математичар, филозоф и инжењер. Сматра се да је разбио Вижнерову шифру пре Казиског.
- Белазо, Ђован Батиста

Италијански криптограф, први је описао Вижнерову шифру.
- Вижнер, Блез де

Француски дипломата и криптограф коме је незаслужено приписано откриће Вижнерове шифре. Открио је шифру са аутокључем.
- Казиски, Фридрих

Мајор Пруске војске, криптограф и археолог, први описао поступак напада на полиалфабетске шифре.
- Кан, Дејвид

Амерички историчар, журналист и писац, познат по радовима из криптографије и обавештајне службе. Посебан допринос има његова књига „Разбијачи кодова“ о историји криптографије.
- Керкхофс, Др Огист

Холандски лингвист и криптограф, аутор варијанте Казискијевог теста.
- Светоније

Римски адвокат и књижевник, у Цезаровој биографији описује коришћење шифре.
- Тјуринг, Алан

Енглески математичар и криптограф, разбио шифру немачке Енигме. Сматра се оцем модерног рачунарства.
- Тритемијус, Јохан

Немачки опат и окултист, пронашао Вижнерову таблицу.
- Фридмен, Виљем

Амерички криптолог, користио индекс подударности за разбијање Вижнерове шифре.
- Цезар, Гај Јулије

Римски државник и војсковођа, користио је шифру, која је по њему добила име, у преписци са својим генералима.
- Шенон, Клод

Амерички нобеловац, инжењер и математичар, „отац теорије информација“, доказао непробојност једнократне бележнице.